# Informação financeira

## Noção
A Informação Financeira consiste em toda a informação contabilística sobre as atividades de um individuo ou de uma Organização (como uma empresa), no seu todo ou em parte. 

## Objectivos
A Informação Financeira tem como objectivo providenciar dados sobre a posição financeira da entidade a que se refere, das alterações desta e dos resultados das operações, a variados utentes, como o estado português ou de outro país, investidores, credores, público em geral, entre outros.
Para melhor atingir este fim, a informação financeira deve ser compreensível para aqueles que a querem analisar, distinguindo recursos económicos eficientes, demonstrando os resultados do exercício da gestão da entidade, e a responsabilidade desta sobre os recursos que lhe foram colocados à disposição.

## Utentes
Os utilizadores da informação financeira podem ser classificados como internos ou externos: 
Utilizadores Externos: 
- Bancos
- Investidores
- Fornecedores
- Clientes 
- Concorrência
- Estado 
- Empregados 
Utilizadores Internos: 
- Administração e direcção 
- Tomadores de decisões 
- Empregados 
Os empregados constam nos utilizadores internos e externos, na medida em que embora não tenham um acesso formal à informação, têm um percepção bastante real da situação da empresa.

## Características Qualitativas da Informação Financeira
- Relevância e Materialidade

A Relevância, aplicada à Informação Financeira, avalia o impacto da informação nos utentes. Tem em conta as decisões destes e a avaliação que estes fizeram da informação.
A Relevância da informação está intimamente ligada ao tempo; quanto mais demorado o lançamento de determinados dados, menor o valor da relevância.
A Materialidade é uma divisão da Relevância que mede o impacto desta. Normalmente, mede o impacto em termos materiais, isto é, quais foram os impactos materiais e financeiros quando a informação financeira foi providenciada aos utentes.
- Fiabilidade

A fiabilidade avalia a capacidade da informação de estar livre de erros, omissões e juízos prévios, aquando da sua disponibilização aos utentes. Os dados devem também estar correctamente expostos, sendo a informação financeira mostrada não somente na sua forma legal mas na sua substância e realidade económica. Está intimamente ligada à Relevância, pois, quanto mais correcta for a informação, melhor será utilizada pelos utentes.
- Comparabilidade

A Comparabilidade é a qualidade da informação de poder ser comparada. Isto significa que a informação deve ser apresentada de uma forma normalizada, de modo a melhor poder ser compreendida e comparada com outros dados pelos utentes.
- Compreensibilidade

Esta característica, introduzida pelo Sistema de Normalização Contabilística, determina a capacidade da informação financeira de ser compreendida pelos utentes.